# Cryptoripersia corpulenta
Cryptoripersia corpulenta är en insektsart som beskrevs av De Lotto 1964. Cryptoripersia corpulenta ingår i släktet Cryptoripersia och familjen ullsköldlöss. Inga underarter finns listade i Catalogue of Life.